# Mojnaks vattenkraftverk
Mojnaks vattenkraftverk (Мойнақ СЭС-і, Moınaq SES-i) ligger i floden Sharyn i provinsen Almaty i Kazakstan. Vatten har dämnts upp i den omkring 17 kilometer långa och 500 meter breda Bestyubinskdammen. Dammen kan hålla 238 miljoner m³.
Byggandet av vattenkraftverket startade 1985, men avbröts 1992. År 2005 beslöts att återuppta bygget, som slutfördes 2006–2010. Anläggningen togs i begränsad drift i december 2011 och i full drift 2013.
Kraftverket ägs av Mojnak HPP JSC, som ägs av Samruk-Energy JSC (51%) och AK Birlik JSC (49%). Kraftverket ägs av Moinak HPP JSC, som ägs av Samruk-Energy JSC (51%) och AK Birlik JSC (49%). Det har två turbiner på 150 MW vardera från österrikiska Andritz och två generatorer från kinesiska Harbin Electric Machine Plant.

## Bildgalleri

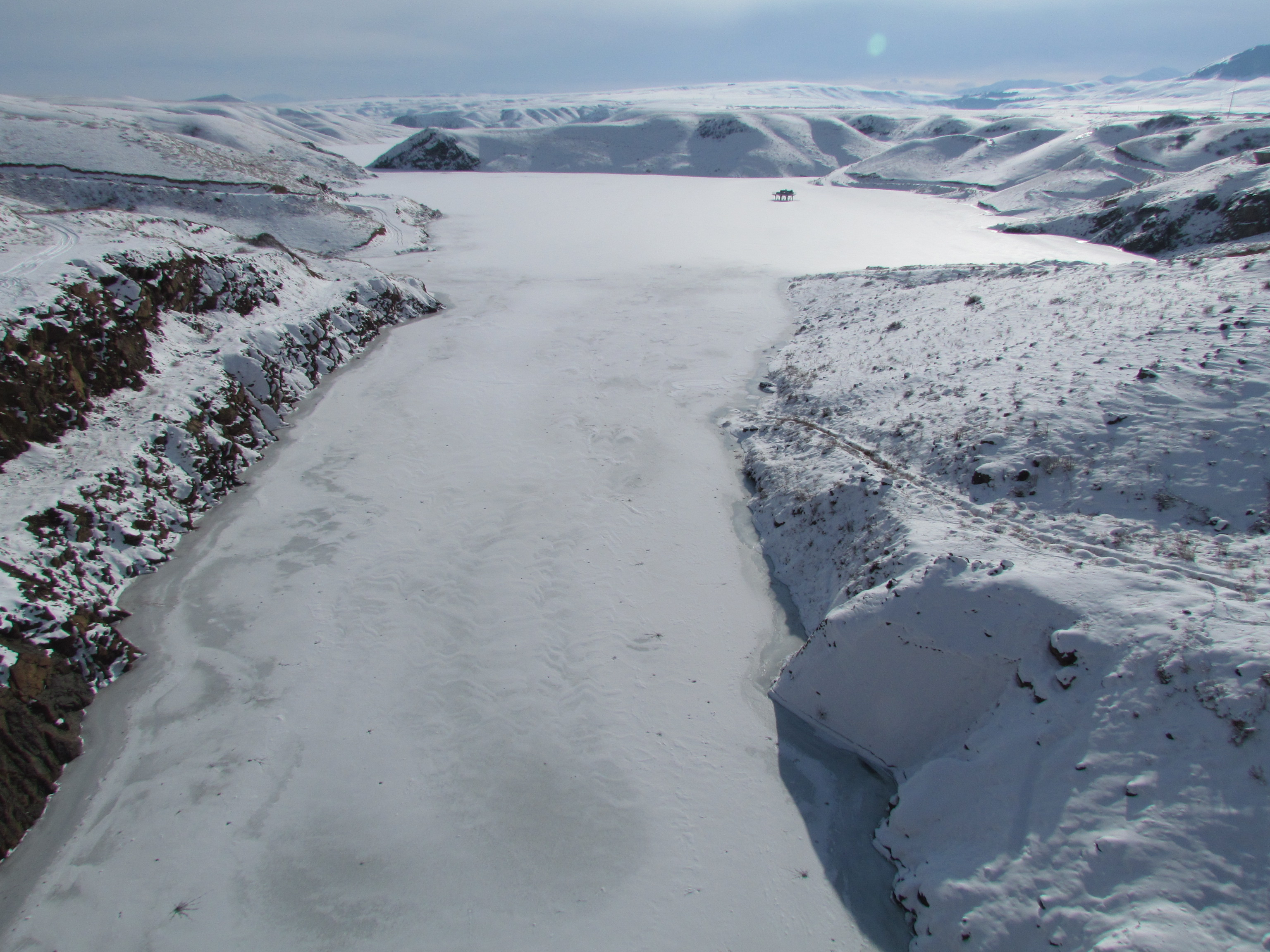
Bestyubinskdammen
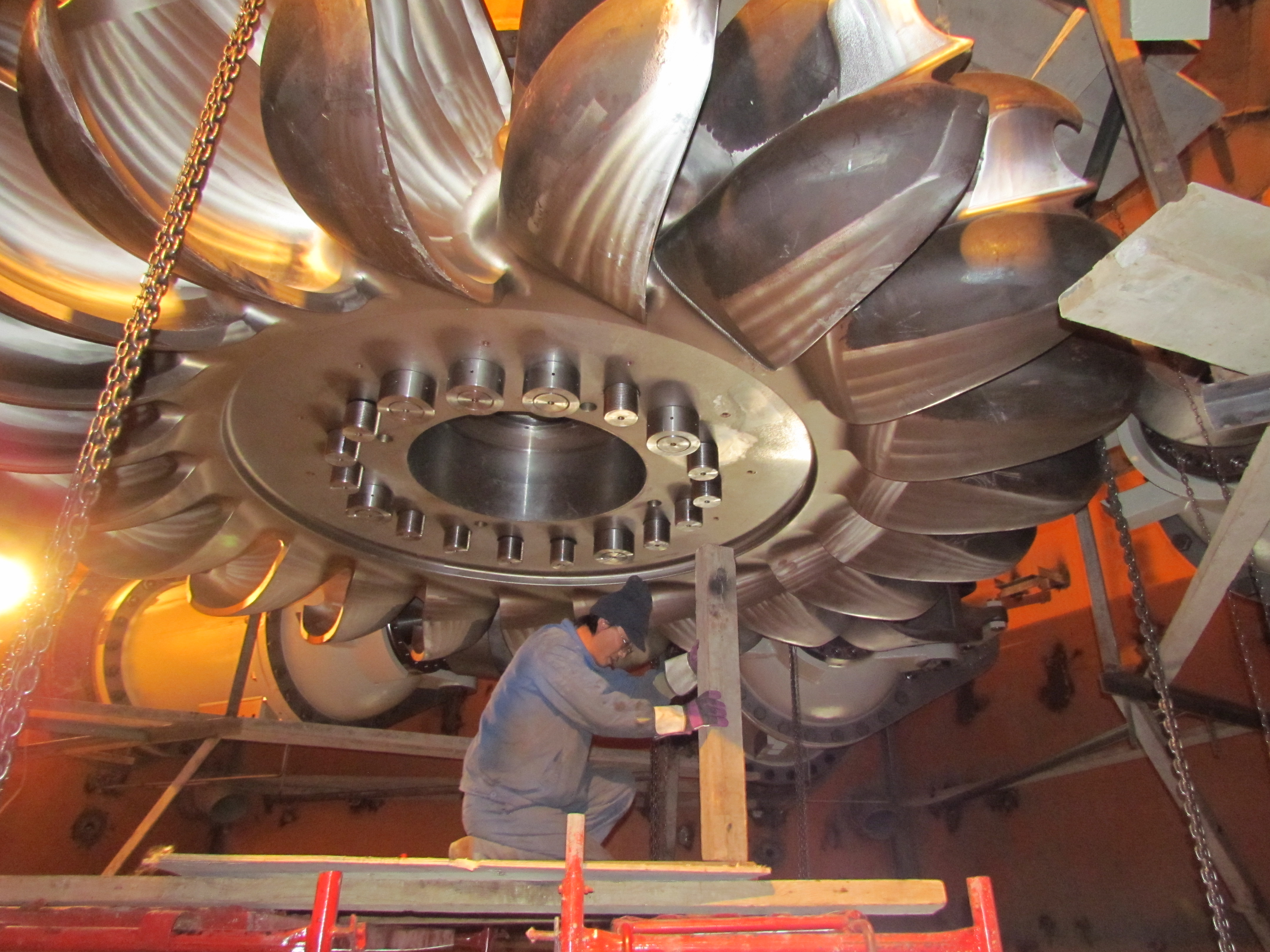
Skovelhjul